# Ủy ban Thường vụ Quốc hội Việt Nam khóa XIII
Ủy ban Thường vụ Quốc hội Việt Nam khóa XIII nhiệm kì 2011-2016 được Quốc hội Việt Nam khóa XIII bầu vào kì họp thứ nhất.

## Thành viên
Ủy ban Thường vụ Quốc hội khóa XIII gồm có các thành viên sau đây:
Chủ tịch Quốc hội 
- Tiến sĩ Nguyễn Sinh Hùng (đến tháng 3 năm 2016)
- Thạc sĩ Nguyễn Thị Kim Ngân (từ tháng 3 năm 2016) Phó Chủ tịch Quốc hội

1. Tòng Thị Phóng
2. Thạc sĩ Nguyễn Thị Kim Ngân (đến tháng 3 năm 2016)
3. Thượng tướng Huỳnh Ngọc Sơn (đến tháng 4 năm 2016)
4. Tiến sĩ Uông Chu Lưu
5. Đại tướng Đỗ Bá Tỵ (từ 4 tháng 4 năm 2016)
6. Tiến sĩ Phùng Quốc Hiển (từ 4 tháng 4 năm 2016)

Các Ủy viên Ủy ban Thường vụ Quốc hội
1. Ông Hà Ngọc Chiến - Chủ tịch Hội đồng Dân tộc (từ 4 tháng 4 năm 2016);
2. Ông Phan Trung Lý - Chủ nhiệm Ủy ban Pháp luật
3. Bà Lê Thị Nga- Chủ nhiệm Ủy ban Tư pháp (từ 4 tháng 4 năm 2016);
4. Ông Nguyễn Văn Giàu - Chủ nhiệm Ủy ban Kinh tế
5. Ông Nguyễn Đức Hải - Chủ nhiệm Ủy ban Tài chính - Ngân sách (từ 4 tháng 4 năm 2016);
6. Ông Võ Trọng Việt - Chủ nhiệm Ủy ban Quốc phòng - An ninh (từ 4 tháng 4 năm 2016);
7. Bà Nguyễn Thanh Hải - Chủ nhiệm Ủy ban Văn hóa, Giáo dục, Thanh niên, Thiếu niên và Nhi đồng (từ 4 tháng 4 năm 2016);
8. Bà Nguyễn Thúy Anh - Chủ nhiệm Ủy ban Về các vấn đề xã hội (từ 4 tháng 4 năm 2016);
9. Ông Phan Xuân Dũng - Chủ nhiệm Ủy ban Khoa học, Công nghệ và Môi trường
10. Ông Trần Văn Hằng - Chủ nhiệm Ủy ban Đối ngoại
11. Ông Nguyễn Hạnh Phúc - Chủ nhiệm Văn phòng Quốc hội, Tổng thư ký Quốc hội.
12. Ông Trần Văn Túy - Trưởng ban Công tác Đại biểu (từ 4 tháng 4 năm 2016);
13. Ông Nguyễn Đức Hiền - Trưởng ban Dân nguyện (từ 17 tháng 11 năm 2013).

Trong số 20 thành viên Ủy ban Thường vụ Quốc hội khóa XII nhiệm kì 2011-2016 thì có 15 người là Ủy viên Ban Chấp hành Trung ương Đảng Cộng sản Việt Nam khóa XI nhiệm kì 2010-2015, 5 người không là Ủy viên Ban Chấp hành Trung ương Đảng Cộng sản Việt Nam khóa XI nhiệm kì 2010-2015 là Phan Trung Lý, Lê Thị Nga, Nguyễn Thanh Hải, Nguyễn Thúy Anh, Nguyễn Đức Hiền nhưng cả năm người đều là đảng viên Đảng Cộng sản Việt Nam.